# Cyberbully
Cyberbully er en amerikansk tv-film om en teenager, der mobbes på internettet, indtil hun ikke vil leve længere.

## Medvirkende
- Emily Osment som Taylor Hillridge
- Kay Panabaker som Samantha Caldone
- Kelly Rowan som Kris Hillridge
- Jon McLaren som Scott Ozsik
- Meaghan Rath som Cheyenne Mortenson
- Jade Hassouné som Caleb
- Nastassia Markiewicz som Lindsay Fordyce
- Robert Naylor som Eric Hillridge
- Caroline Redekopp som Karen Caldone
- Ronda Louis-Jeune som Becca